# Le Dernier Anniversaire
Pour les articles homonymes, voir It's My Party.
Pour plus de détails, voir Fiche technique et Distribution.
Fête Fatale (ou Le Dernier Anniversaire) (It's My Party) est un film dramatique américain de 1996. Il a été écrit et réalisé par Randal Kleiser.

## Synopsis
Nick Stark, brillant architecte homosexuel atteint du sida depuis quelques années, décide de se suicider, ne pouvant continuer à vivre avec cette maladie. Il décide alors de faire une grande fête et invite tous ses amis et sa famille. Durant cet anniversaire, plusieurs réconciliations et surprises auront lieu.

## Fiche technique
- Titre : Fête Fatale
- Titre original : It's My Party
- Réalisateur : Randal Kleiser
- Scénario : Randal Kleiser
- Musique : Basil Poledouris
- Pays d'origine :  États-Unis
- Genre : Drame
- Durée : 110 minutes
- Date de sortie : 
  - États-Unis : 22 mars 1996

## Distribution
- Eric Roberts (VF : Thierry Mercier) : Nick Stark
- Olivia Newton-John : Lina Bingham
- Margaret Cho : Charlene Lee
- Bruce Davison : Rodney Bingham
- Lee Grant: Amalia Stark
- Devon Gummersall : Andrew Bingham
- George Segal : Paul Stark
- Gregory Harrison : Brandon Theis
- Marlee Matlin :Daphne Stark
- Roddy McDowall : Damian Knowles
- Bronson Pinchot : Monty Tipton
- Christopher Atkins :Jack Allen
- Dennis Christopher: Douglas Reedy
- Ron Glass : le docteur David Wahl
- Sally Kellerman : Sara Hart
- Nina Foch : la mère de Brandon
- Joey Cramer : un invité à la fête (non crédité)

## Anecdotes
- Le film est basé sur une histoire vraie. L'architecte et concepteur Harry Stein a décidé de mettre fin à sa vie de la même manière en 1992. Il était le compagnon de vie de longue date de Randal Kleiser, le réalisateur du film.[réf. souhaitée]
- Beaucoup d'acteurs qui apparaissent dans le film ont connu dans la vie réelle le personnage sur lequel se fonde le film .[réf. souhaitée]
- Toutes les scènes jouées par l'acteur Bruce Davison (qui à l'époque était sur le tournage d'un autre film) ont été tournées en une seule journée et tout le dialogue de l'acteur a été improvisé par lui-même.[réf. souhaitée]
- Dans le film, le vrai visage de Harry Stein apparait, juste au dessus de la photo que l'acteur qui joue Nick Stark met avec son nom.[réf. souhaitée]